# Calandrella somalica
A Calandrella somalica a verébalakúak (Passeriformes) rendjébe, ezen belül a pacsirtafélék (Alaudidae) családjába és a Calandrella nembe tartozó, 13-14 centiméter hosszú madárfaj. Etiópia, Kenya, Szomália és Tanzánia szubtrópusi és trópusi, füves, alacsony hegyvidéki területein él (600-1800 méteres tengerszint feletti magasságban). Magokkal, rovarokkal táplálkozik. Monogám, áprilistól júniusig költ.

## Alfajok
- C. s. perconfusa (C. M. N. White, 1960) – északnyugat-Szomália;
- C. s. somalica (Sharpe, 1895) – kelet-Etiópia, észak-Szomália;
- C. s. megaensis (Benson, 1946) – dél-Etiópia, észak- és közép-Kenya;
- C. s. athensis (Sharpe, 1900) – dél-Kenya, észak-Tanzánia.

Az utóbbi alfajt korábban külön fajként (Calandrella athensis) határozták meg.

## Fordítás
- Ez a szócikk részben vagy egészben  a   Somali short-toed lark című angol Wikipédia-szócikk fordításán alapul.  Az eredeti cikk szerkesztőit annak laptörténete sorolja fel. Ez a jelzés csupán a megfogalmazás eredetét és a szerzői jogokat jelzi, nem szolgál a cikkben szereplő információk forrásmegjelöléseként.